# Pollex abovia
Pollex abovia là một loài bướm đêm thuộc họ Erebidae. Nó được tìm thấy ở miền bắc Sumatra.
Sải cánh dài khoảng 10 mm. Cánh trước màu nâu hơi xám sáng. Cánh dưới màu nâu sáng đồng nhất.